# Lluita als Jocs Olímpics d'estiu de 1952
Als Jocs Olímpics d'Estiu de 1952 celebrats a la ciutat de Hèlsinki (Finlàndia) es disputaren 16 proves de lluita, totes elles en categoria masculina. Es realitzaren vuit proves en lluita lliure i vuit proves més en lluita grecoromana entre els dies 20 i 27 de juliol de 1952 al Töölö Sports Hall.

## Resum de medalles

### Lluita grecoromana
| Prova   | Or              | Argent            | Bronze            |
| – 52 kg | Boris Gurevich  | Ignazio Fabra     | Leo Honkala       |
| – 57 kg | Imre Hódos      | Zakaria Chibab    | Artem Teryan      |
| – 62 kg | Yakiv Punkin    | Imre Polyák       | Abdel Rashed      |
| – 67 kg | Shazam Safin    | Gustav Freij      | Mikuláš Athanasov |
| – 73 kg | Miklós Szilvásy | Gösta Andersson   | Khalil Taha       |
| – 79 kg | Axel Grönberg   | Kalervo Rauhala   | Nikolay Belov     |
| – 87 kg | Kelpo Gröndahl  | Shalva Chikhladze | Karl-Erik Nilsson |
| + 87 kg | Johannes Kotkas | Josef Růžička     | Tauno Kovanen     |

### Lluita lliure
| Prova   | Or                 | Argent            | Bronze               |
| – 52 kg | Hasan Gemici       | Yushu Kitano      | Mahmoud Mollaghasemi |
| – 57 kg | Shohachi Ishii     | Rashid Mamedbekov | Khashaba Jadhav      |
| – 62 kg | Bayram Sit         | Naser Givehchi    | Josiah Henson        |
| – 67 kg | Olle Anderberg     | Jay Thomas Evans  | Jahanbakht Towfigh   |
| – 73 kg | William Smith      | Per Berlin        | Abdollah Mojtabavi   |
| – 79 kg | David Tsimakuridze | Gholamreza Takhti | György Gurics        |
| – 87 kg | Viking Palm        | Henry Wittenberg  | Adil Atan            |
| + 87 kg | Arsen Mekokishvili | Bertil Antonsson  | Kenneth Richmond     |

## Medaller
| Posició | País           | Or | Argent | Bronze | Total |
| 1       | Unió Soviètica | 6  | 2      | 2      | 10    |
| 2       | Suècia         | 3  | 4      | 1      | 8     |
| 3       | Hongria        | 2  | 1      | 1      | 4     |
| 4       | Turquia        | 2  | 0      | 1      | 3     |
| 5       | Estats Units   | 1  | 2      | 1      | 3     |
| 6       | Finlàndia      | 1  | 1      | 2      | 4     |
| 7       | Japó           | 1  | 1      | 0      | 2     |
| 8       | Iran           | 0  | 2      | 3      | 5     |
| 9       | Líban          | 0  | 1      | 1      | 2     |
| 9       | Txecoslovàquia | 0  | 1      | 1      | 2     |
| 11      | Itàlia         | 0  | 1      | 0      | 1     |
| 12      | Egipte         | 0  | 0      | 1      | 1     |
| 12      | Índia          | 0  | 0      | 1      | 1     |
| 12      | Regne Unit     | 0  | 0      | 1      | 1     |